# George Olteanu
George Olteanu (Ștefănești, 3 maggio 1974) è un ex pugile rumeno.

## Palmarès

### Mondiali dilettanti
- 1 medaglia:
  - 1 oro (Houston 1999 nei pesi gallo)